# Гајац
Гајац је насељено место у саставу града Новаље, на острву Пагу у Личко-сењској жупанији у Хрватској.

## Историја
До територијалне реорганизације у Хрватској налазо се у саставу старе општине Паг.

## Становништво
На попису становништва 2011. године, Гајац је имао 84 становника.

## Попис1991.
На попису становништва 1991. године, насељено место Гајац је имао 5 становника, следећег националног састава:
| Попис 1991.‍ | Попис 1991.‍ | Попис 1991.‍ | Попис 1991.‍ | Попис 1991.‍ |
| ----------- | ----------- | ----------- | ----------- | ----------- |
|             |             |             |             |             |
| Хрвати      | Хрвати      |             | 5           | 100%        |
| укупно: 5   |             |             |             |             |